# ویلج نامبر وان (آلاباما)
ویلج نامبر وان (به انگلیسی: Village Number 1) یک منطقهٔ مسکونی در ایالات متحده آمریکا است که در شهرستان کلبرت، آلاباما واقع شده‌است.